# Mistrzostwa Świata FIBT 1960
Mistrzostwa Świata FIBT 1960 odbyły się w dniu 10 lutego 1960 we włoskiej miejscowości Cortina d’Ampezzo, gdzie rozegrano konkurencję męskich dwójek i czwórek bobslejowych, które to konkurencje nie znalazły się w programie zimowych igrzysk olimpijskich.

## Dwójki
- Data: 10 lutego 1960

| Miejsce | Państwo | Zawodnik                       | Czas |
| ------- | ------- | ------------------------------ | ---- |
| 1       | Włochy  | Eugenio Monti Renzo Alverà     | -    |
| 2       | RFN     | Franz Schelle Otto Göbl        | -    |
| 3       | Włochy  | Sergio Zardini Luciano Alberti | -    |

## Czwórki
- Data: 10 lutego 1960

| Miejsce | Państwo    | Zawodnik                                                    | Czas |
| ------- | ---------- | ----------------------------------------------------------- | ---- |
| 1       | Włochy     | Eugenio Monti Furio Nordio Sergio Siorpaes Renzo Alverà     | -    |
| 2       | RFN        | Hans Rösch Alfred Hammer Theodor Bauer Albert Kandlbinder   | -    |
| 3       | Szwajcaria | Max Angst Hans-Jörg Hirschbühl Gottfried Kottmann René Kuhl | -    |

## Tabela medalowa
| Miejsce | Państwo    |   |   |   | Razem |
| ------- | ---------- | - | - | - | ----- |
| 1.      | Włochy     | 2 | 0 | 1 | 3     |
| 2.      | RFN        | 0 | 2 | 0 | 2     |
| 3.      | Szwajcaria | 0 | 0 | 1 | 1     |